# Экспрессивность (генетика)
Экспрессивность (англ. expressivity) — степень фенотипического проявления аллеля. Если изменчивость признака, за который ответственен аллель, отсутствует, экспрессивность такого признака постоянна. Хорошо выраженная изменчивость признака говорит об изменчивой или вариабельной экспрессивности. Для оценки проявления признака, контролируемого аллелями с высокой экспрессивностью, используют дополнительный признак — пенетрантность. Например, аллели групп крови АВ0 у человека имеют постоянную экспрессивность (всегда проявляются на 100 %), а аллели, определяющие окраску глаз, — изменчивую экспрессивность. Рецессивная мутация, уменьшающая число фасеток глаза у дрозофилы, у разных особей по-разному уменьшает число фасеток вплоть до полного их отсутствия.
Термин экспрессивность был предложен в 1926 году Н. В. Тимофеевым-Ресовским и О. Фогтом.